# Kostel svatého Rocha (Stari Grad)
Kostel svatého Rocha ve Starém Gradu (chorvatsky: Crkva sv. Roka u Starom Gradu) je zasvěcen patronu tohoto města. Nachází se v centru města na nároží ulic Petra Scutteri a Kod Svetog Roka v těsné blízkosti Hektorovićovy vily Tvrdalj.

## Historie

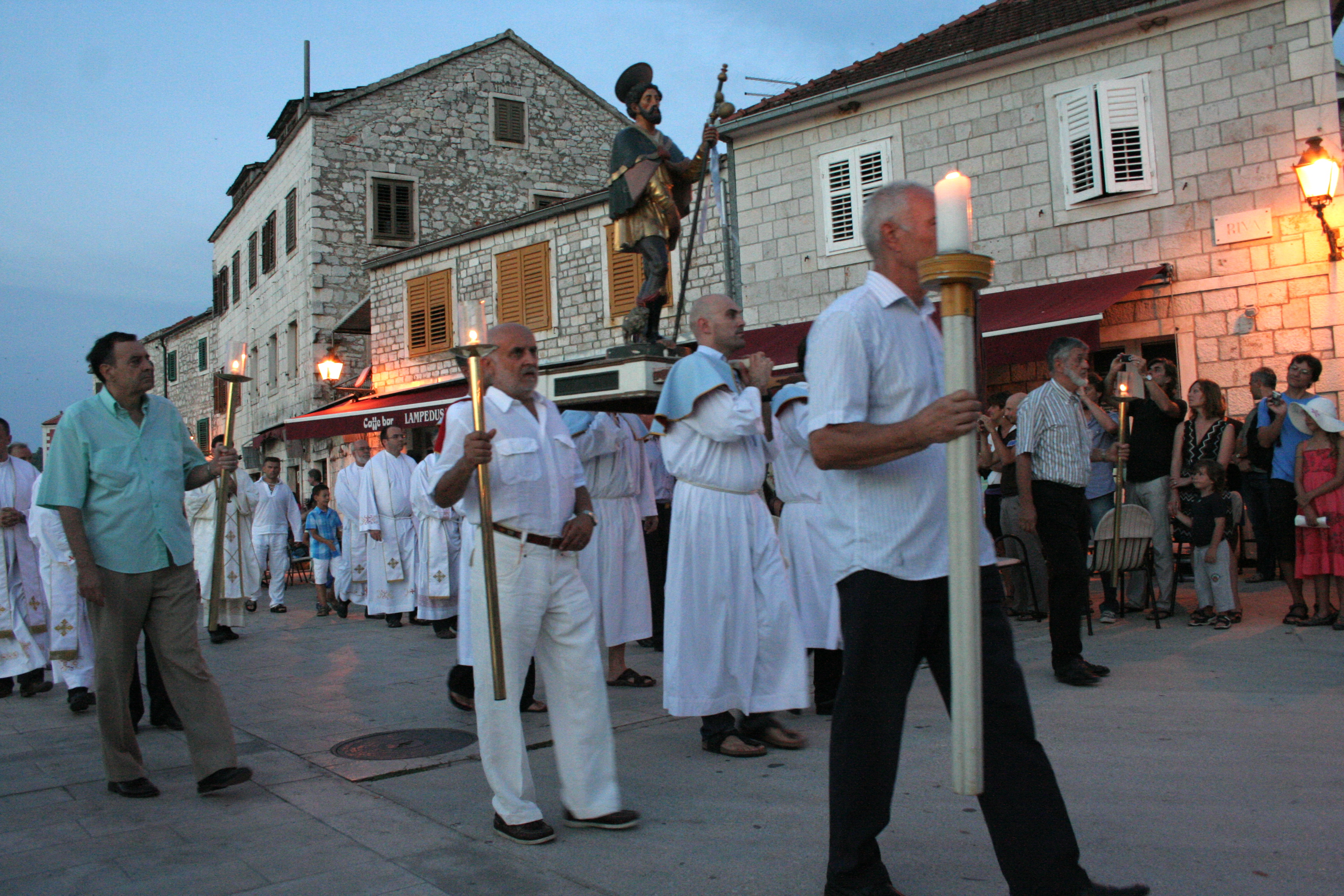
Socha svatého Rocha je nesena v procesí dne 16. srpna 2012.

Kostel byl postaven v 16. století stejnojmenným bratrstvem za podpory Petra Hektoroviće. V roce 1783 byla přistavěna zvonice. V roce 1898 byla přistavěna boční kaple. Během těchto prací byla pod schodištěm do kostela nalezena mozaiková podlaha bývalých římských lázní.
V kostele se nachází oltář z roku 1774, jehož autorem je Andrija Bruttapela. Na oltáři je socha svatého Rocha z nezjištěné benátské řezbářské dílny.
Každoročně je dne 16. srpna pořádána slavnost sv. Rocha, patrona města, kdy je tato socha nesena v čele procesí.
Kostel byl v roce 2017 opraven.

### Nápisy
Na posledním stupni schodiště do kostela je vytesán nápis
PAVIMENTUM MUSIVUM THERMARUM ROMANARUM
REPERTUM A. MDCCCXCVIII SUBEST.
Tento nápis upozorňuje na nález římské mozaiky v roce 1898, viz výše.
Na prahu kostela stojí:
SUDALIBUS SCHOLAE S. R. HIC QUIESCENTIBUS REQUIEM
Nad vstupním portálem je nápis:
AD LAVDEM DEI ET
HONOREM TVVM BEATE
ROCHE TEMPLVM HOC EDIFI
CAVIMVS ORA EVM PRO NOBIS
ET PROTEGE NOS. M.D.L.X.VIIII

## Galerie

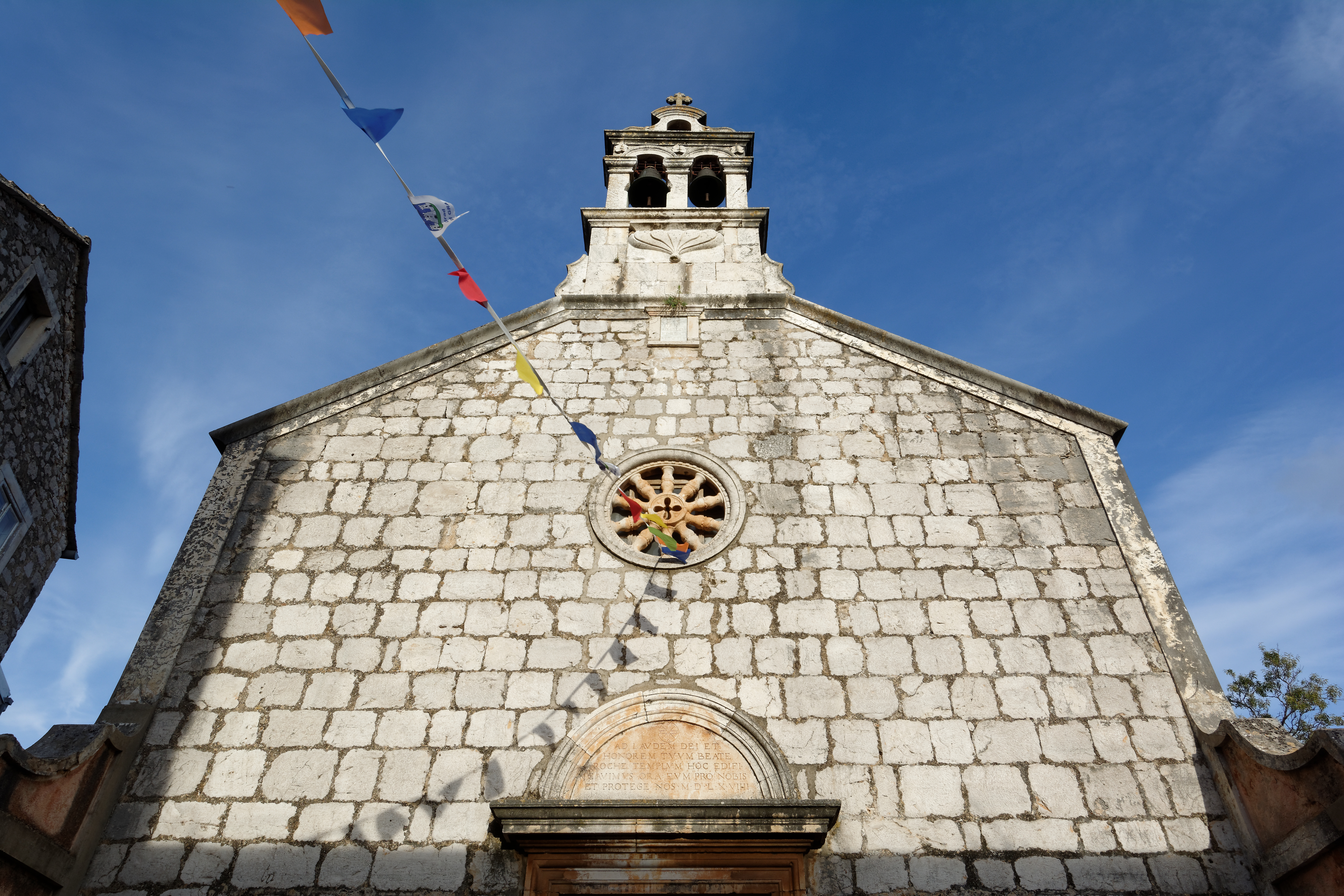
Západní průčelí kostela.
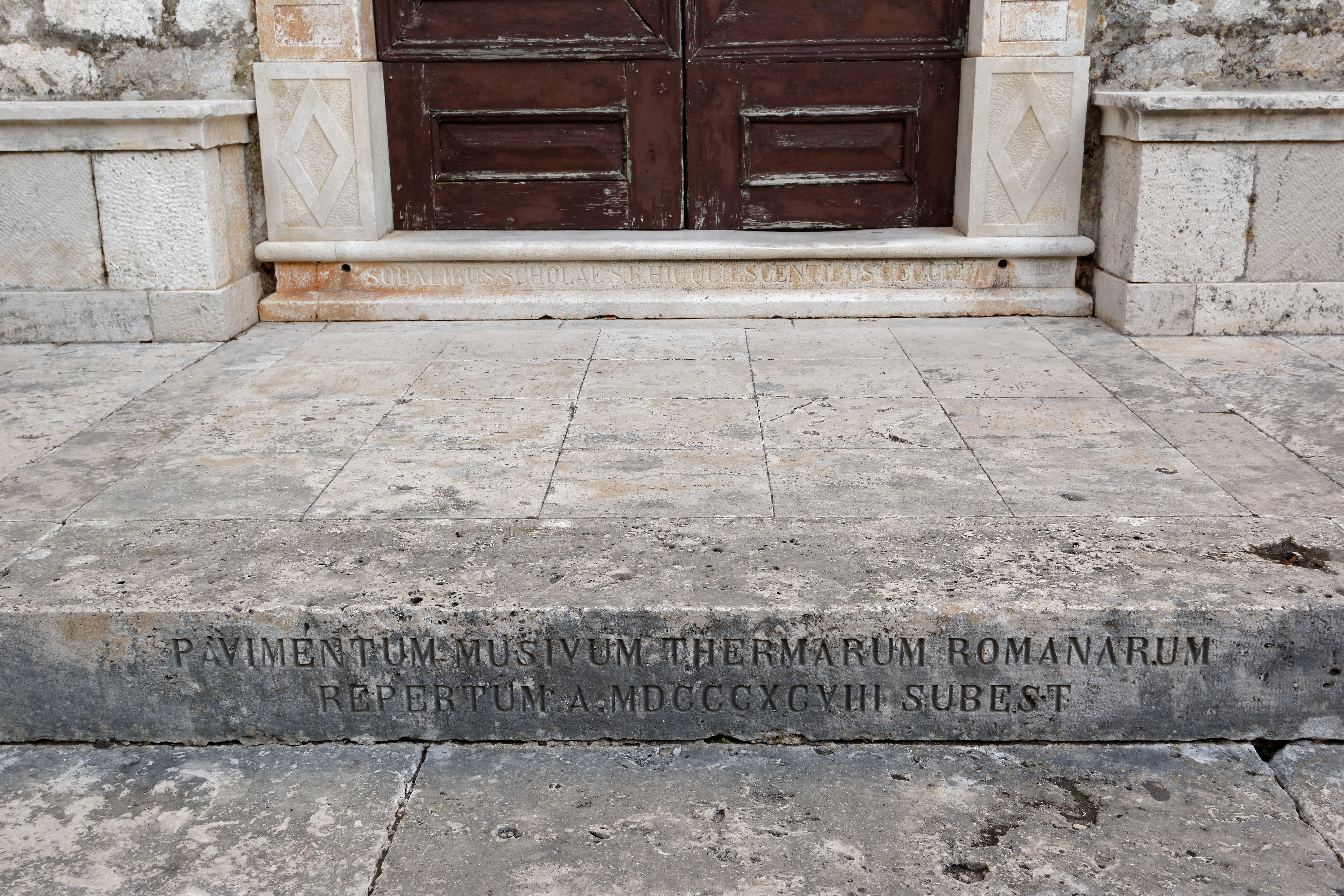
Nápisy na schodišti.